# Pave Bonifatius 8.
Pave Bonifatius 8. (ca. 1230 – 11. oktober 1303) var før udnævnelsen kardinal Benedetto Gaetani, født i Anagni af en anset ridderfamilie fra Lombardiet i Italien. Anagni er mest kendt som fødested for fire paver: Innocens 3. (1198-1216), Gregor 9. (1227-41), Alexander 4. (1254-61) og Bonifatius 8. (1294-1303).

## Udnævnelsen
Gaetani tog navnet Bonifatius, da kardinalerne overrakte ham den tiara, som "den på himlen kloge, men på Jorden dumme" Celestin 5. havde nedlagt. Den fromme og asketiske Celestin ønskede blot at tilbringe resten af sit liv i en eneboerhytte, og Bonifatius overtalte ham til at overlade sig pavestolen. For at være på den sikre side, lod Bonifatius ham dog kort efter sin udvælgelse arrestere og sætte i livsvarigt fængsel.

## Reformer
Bonifatius var en lærd jurist med diplomatisk snilde og herskernatur, og en udpræget bureaukrat. Han foretog et betydeligt reformarbejde med at bringe Vatikanets finanser, arkiv og bibliotek i orden. Han oprettede Roms universitet lige ved Pantheon, hvor det lå til 1935. "En højhjertet synder" har nogle kaldt ham, mens Dante i Den Guddommelige Komedie placerede ham i helvede. Efter Dantes opfatning skulle pave og kejser være hinandens lige, paven med den åndelige myndighed og kejseren med den verdslige. Dante måtte selv undgælde for Bonifatius' politiske ambitioner, idet paven sendte den franske prins Charles af Valois til Firenze under falske foregivender; officielt som fredsmægler, men i virkeligheden for at lade de sorte welfere overmande de hvide welfere, hvis anførere - deriblandt Dante, som netop befandt sig i Rom for at tale Firenzes sag for den samme pave - blev dømt til forvisning. Dante hævnede sig på Bonifatius ved - tre år inden hans død i 1303 - at anvise ham en plads i helvede i Komedien. I samme stykke tager pave Nikolaus 3. - der i lighed med alle de fordømte kan se ind i fremtiden - fejlagtigt Dante for at være pave Bonifatius, der er ankommet helvede før tiden. (Inf. 19.49-63)

## Stridigheder
Bonifatius gik i strid med Frankrig, som lå i krig med England. Fransk gejstlighed var derfor blevet beskattet, og paven støttede den i en skattenægtelse. I sin bulle fra 1296 beskrev han beskatningen som et eksempel på de lidelser, lægfolk udsatte gejstligheden for. Som modtræk forbød kong Filip den Smukke af Frankrig udførsel af penge og ædelmetaller, hvad der ramte pavens økonomi hårdt. Kong Filip tilskrev ham, ikke med den gængse titel "Deres Hellighed", men som "Deres Største Dumhed", og da Bonifatius indkaldte til koncil i Rom, forbød Filip de franske gejstlige at deltage. Bonifatius erklærede, at han hellere ville være en hund end franskmand. Han lå allerede i strid med en af de mægtigste adelsslægter i Italien og med Franciskanerordenen, som ellers havde været en støtte for pavestolen. Hans anseelse steg dog, da han udråbte år 1300 til "jubelår", hvor han blev dyrket som Europas åndelige centrum.
Bullen Unam Sanctam fra november 1302 anses som et af de mest klassiske udtryk for pavens krav på magt og verdensherredømme. Ifølge bullen er der kun én kirke, og den styres af Kristus, hans stedfortræder apostlen Peter og dennes efterfølgere, paven. Skulle den græsk-ortodokse kirke påstå, at den ikke hører ind under Peters efterfølger, har den dermed erklæret, at den ikke hører til Kristi hjord. Paven besidder et åndeligt og et verdsligt sværd begrundet med Matthæusevangeliet 16:19 (Jeg vil give dig nøglerne til Himmeriget, og hvad du binder på jorden, skal være bundet i himlene, og hvad du løser på jorden, skal være løst i himlene.) og 26:52 (Da sagde Jesus til ham: "Stik dit sværd i skeden! For alle, der griber til sværd, skal falde for sværd.") og Lukasevangeliet 22:38 (Da sagde de: "Herre, se, her er to sværd." Han svarede: "Det er nok."). Ifølge Bonifatius skal det åndelige sværd føres af kirken, og det verdslige for kirken af konger og krigere, "men kun når og så længe, den gejstlige myndighed ønsker det", da denne er større end den verdslige, kan indsætte den og dømme den. Den højeste gejstlige magt kan derimod kun dømmes af Gud selv, og den, der er uenig heri, går imod Gud selv. Bonifatius afslutter med, at ethvert menneske pligter at underkaste sig paven i Rom, eller tabe sin sjæls salighed. Læren om de to sværd var tankegods fra blandt andre Bernhard af Clairvaux og Thomas Aquinas, men ingen anden pave havde vovet at forlange, at folk skulle acceptere det for at undgå fortabelse.
Filip den Smukke forlangte et koncil indkaldt, der kunne afsætte Bonifatius, som Filip anklagede for kætteri og for mord på forgængeren, Celestin. Filip mente også, at paven holdt sig en personlig "husdjævel". Det lykkedes konges mænd at få Bonifatius fængslet i hans hjemby Anagni, men byens borgere satte paven fri. Kort efter døde han af sindsbevægelse i Filips fangenskab. Hans sarkofag er i Peterskirkens krypt. Man fandt det nu klogest at flytte pavestolen til Frankrig for at slippe de ustandselige opgør mellem rivaliserende romerske adelsfamilier; og fra 1309 havde paven sin residens i Avignon. Samtlige syv paver i Avignon (i næsten 70 år) var franske; de lod sig pavekrone i Lyon, og to tredjedele af kardinalerne var franske.
I Danmark er han kendt fra striden med Erik 6. Menved om ærkebiskop Jens Grand.